# 122e escadrille de chasse polonaise
La 122e escadrille de chasse polonaise est une unité de l'armée de l'air polonaise de l'entre-deux-guerres.

## Historique
Stationnée à la base de Cracovie-Balice, elle est équipée de PZL P.11. Elle participe à la campagne de Pologne pendant laquelle elle perd 4 appareils. Après l'invasion soviétique, la 122e tout comme le reste de l'armée de l'air polonaise est évacuée en Roumanie.

## Victoires aériennes
| Date       | Pilote                                                                  | Appareil(s) abattu(s) |
| ---------- | ----------------------------------------------------------------------- | --------------------- |
| 01/09/1939 | caporal-chef Antoni Markiewicz                                          | Hs 126                |
| 02/09/1939 | sous-lieutenant Bolesław Własnowolski, caporal-chef Władysław Majchrzyk | Ju 87                 |
| 03/09/1939 | sous-lieutenant Franciszek Kozłowski                                    | 1/2 He 111            |